# Pietro da Cortona

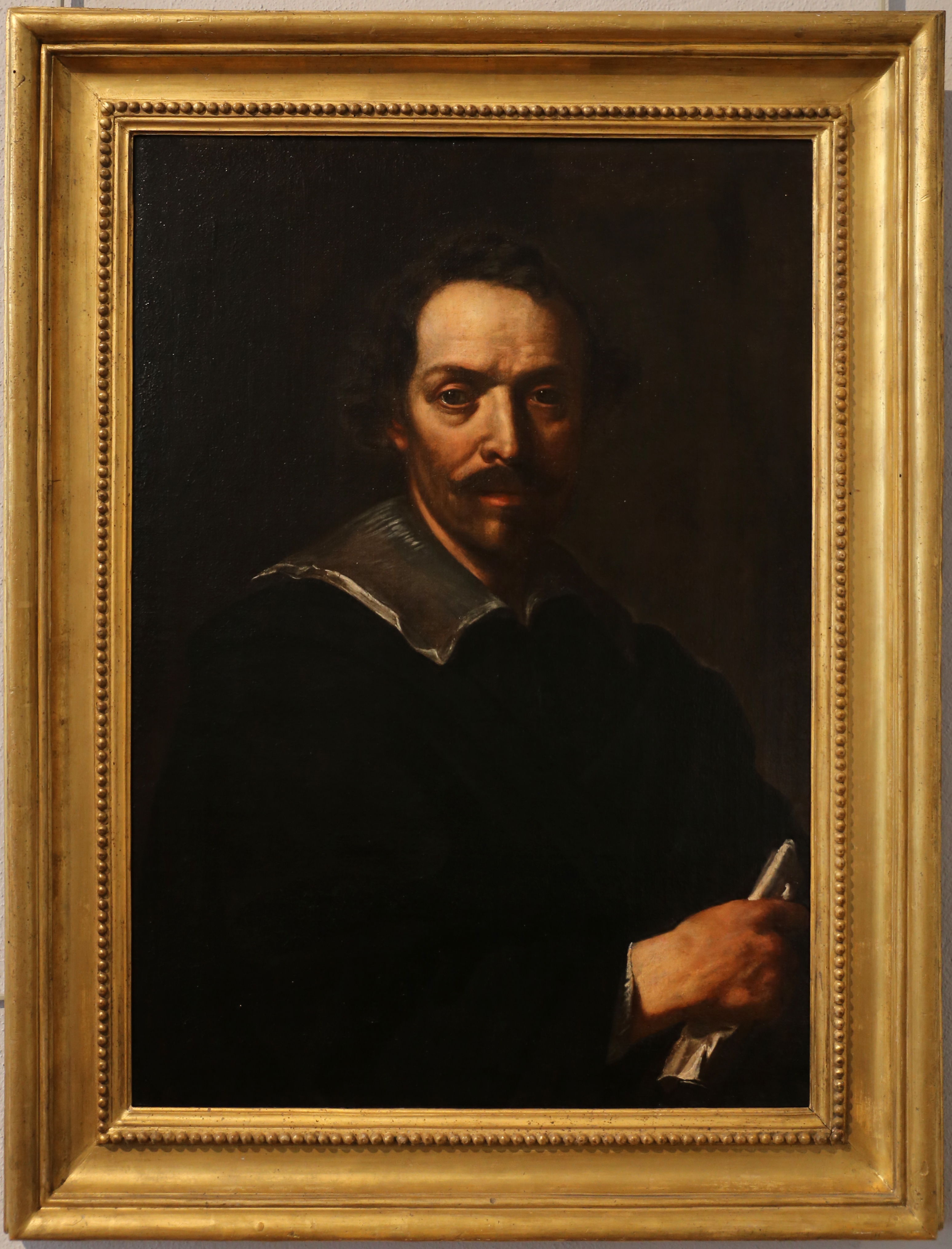
Selbstbildnis von Pietro da Cortona, 1665, Musée Fesch, Ajaccio (Korsika)

Pietro da Cortona, eigentlich Pietro Berrettini (* 1. November 1596 (?) in Cortona; † 16. Mai 1669 in Rom) war ein bedeutender Maler, Zeichner und Architekt (sowie Anatom) und neben Gian Lorenzo Bernini und Francesco Borromini einer der drei großen Protagonisten des römischen Hochbarock.

## Leben
In der Literatur ist allgemein der 1. November 1596 als sein Geburtsdatum verbreitet, er wurde jedoch erst am 27. November 1597 getauft, was wegen der damaligen Gepflogenheit, Kinder ziemlich bald nach ihrer Geburt zu taufen, zumindest das angebliche Geburtsjahr 1596 in Frage stellt.
Pietro war das einzige überlebende Kind von Giovanni Berrettini (1561–1621) und der Francesca Balestrari. Sein Vater wie auch mehrere andere Mitglieder der Familie waren Steinmetze und Baumeister, darunter Pietros Onkel Francesco Berrettini († 1608), und dessen Sohn Filippo Berrettini (2. August 1582 bis 6. März 1644). Pietro da Cortona kam also bereits von früh an mit der Baukunst in Berührung, sah sich selber jedoch in erster Linie als Maler, während er die Architektur später (wohl etwas untertrieben) „nur als einen Zeitvertreib“ bezeichnete („l’architettura mi serve solo come trattenimento“, Brief an Cassiano dal Pozzo, 1646).

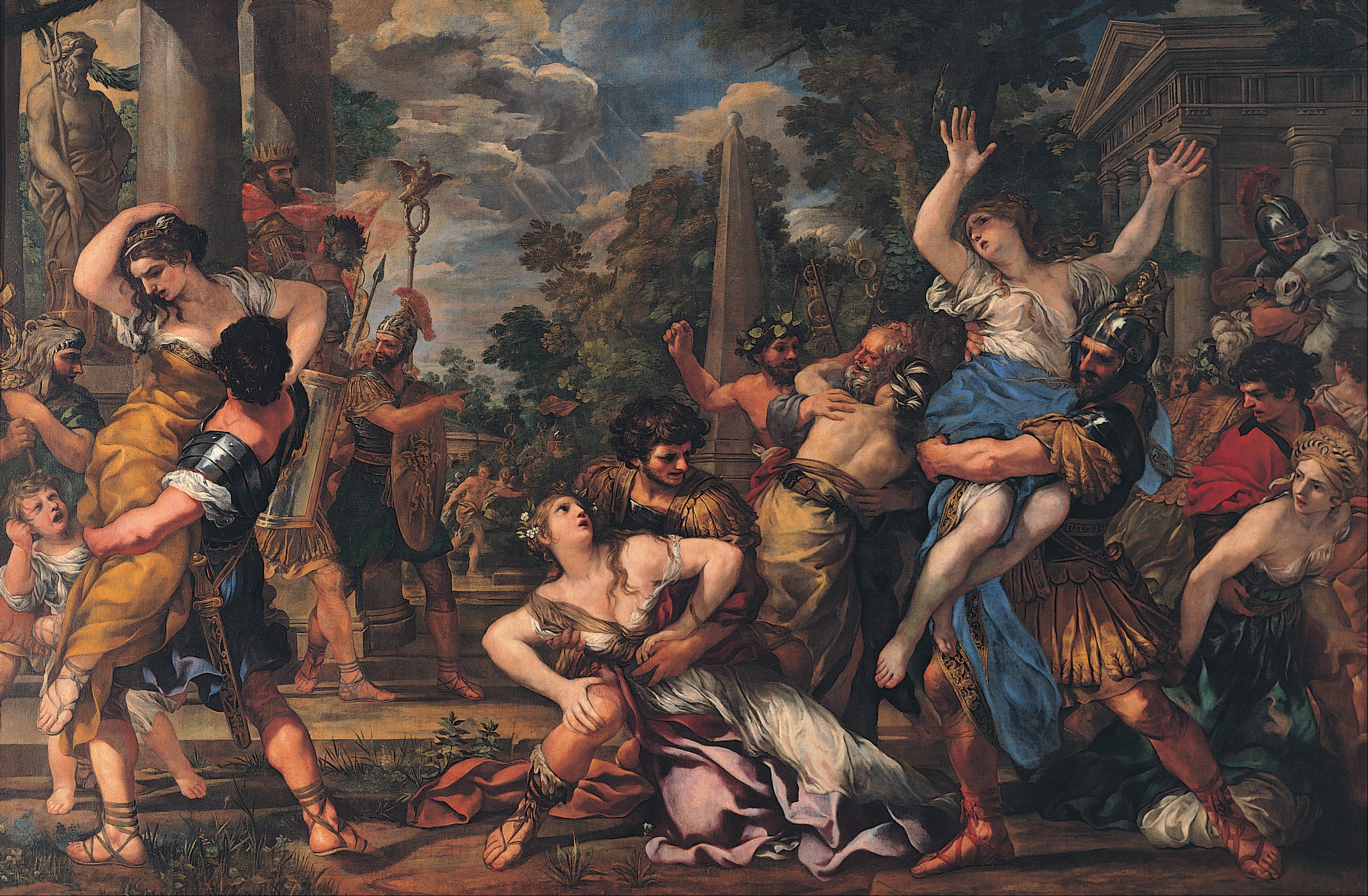
Raub der Sabinerinnen, 1630–1631, Öl auf Leinwand, 280,5 × 426 cm, Kapitolinische Museen, Rom

Die Malerei erlernte er zunächst bei dem Florentiner Andrea Commodi (1560–1638), der ab 1609 in Cortona wirkte und mit dem er 1612 nach Rom ging. Als Commodi zwei Jahre später Rom wieder verließ, wechselte Pietro in die Werkstatt von Baccio Ciarpi, der ebenfalls aus Florenz stammte. Zu seiner Ausbildung gehörte das Studium antiker Monumente und Skulpturen sowie der klassischen Werke von Raffael, Michelangelo und Polidoro da Caravaggio. Davon haben sich Zeichnungen in diversen Sammlungen erhalten (u. a. im Royal Museum in Toronto, im Louvre und im Gabinetto delle stampe e dei disegni in Rom).
Erhalten sind auch anatomische Zeichnungen, die er zwischen 1615 und 1620 nach Sektionen im Hospital Santo Spirito in Rom anfertigte. Sie zeigen zum Beispiel eine Frau, die ihren aufgeschnittenen Unterleib präsentiert, vor klassizistischem Säulen-Hintergrund. Andere Figuren werden in Haltungen und Blick präsentiert, als wenn sie noch leben würden, manchmal halten sie eine Tafel mit weiteren anatomischen Details aus ihrem Innern. Sie wurden 1741 veröffentlicht (Tabulae anatomicae).
Zu den frühesten Ölgemälden Cortonas gehören Kopien nach Raffaels Fresko der Galatea (in der Villa Farnesina) und einer Madonna von Tizian.
Seine frühesten bekannten Fresken malte er um 1616 in der Villa Arrigoni (heute: Muti) in Frascati.

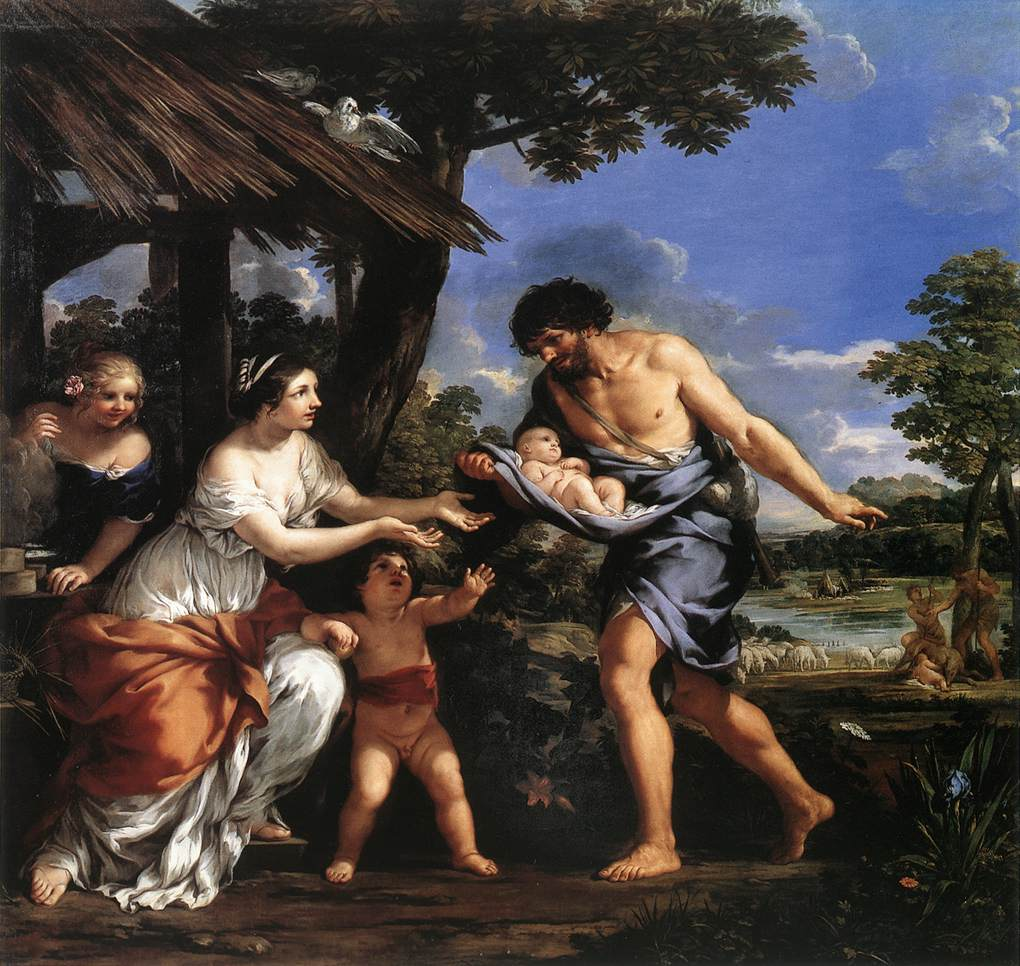
Romulus und Remus finden Unterschlupf bei Faustulus, ca. 1643, Öl auf Leinwand, 251 × 266 cm, Louvre, Paris

Entscheidend für seine frühe Karriere war die Bekanntschaft mit dem Marchese Marcello Sacchetti, für den er Anfang der 1620er Jahre eine Reihe von Bildern malte, darunter das Opfer der Polyxena und den Triumph des Bacchus in den Kapitolinischen Museen in Rom. Über Sacchetti lernte er auch den Dichter Giambattista Marino kennen, für den er 1623 eine heute verlorene Erminia bei den Hirten malte.

Später schuf er für die Familie Sacchetti auch Fresken in deren „Casale“ in Castel Fusano (1626–1629) und sein erstes architektonisches Werk, die später zerstörte, aber durch einen Kupferstich bekannte, Villa del Pigneto (1626–1636) in der Valle dell’Inferno.
Um 1623 schuf er den Freskendekor in der Galerie des Palazzo Mattei di Giove (Rom) und hatte nun das Glück, dass Papst Urban VIII. auf ihn aufmerksam wurde. Dieser beauftragte Pietro da Cortona mit der Freskendekoration in der gerade von Bernini renovierten römischen Kirche Santa Bibiana, die zwischen 1624 und 1626 entstand und ein großer Erfolg für den Maler wurde.
In der Folge erhielt er seine ersten Aufträge für Altarbilder, darunter die Thronende Madonna mit Kind und vier Heiligen (ca. 1626–1628) für die Cappella Passerini in der Kirche Sant’ Agostino in Cortona, und ein Bild der Hl. Dreifaltigkeit für die Cappella del Sacramento im Petersdom (1628–1632 ?).
Zu den weniger bekannten Arbeiten Cortonas gehören Entwürfe zu einigen Grabmonumenten in römischen Kirchen, die er vor 1630 schuf: für die Familie Montalto in San Girolamo della Carità, und für die Leandro und Guglielmi in Sankt Laurentius vor den Mauern.

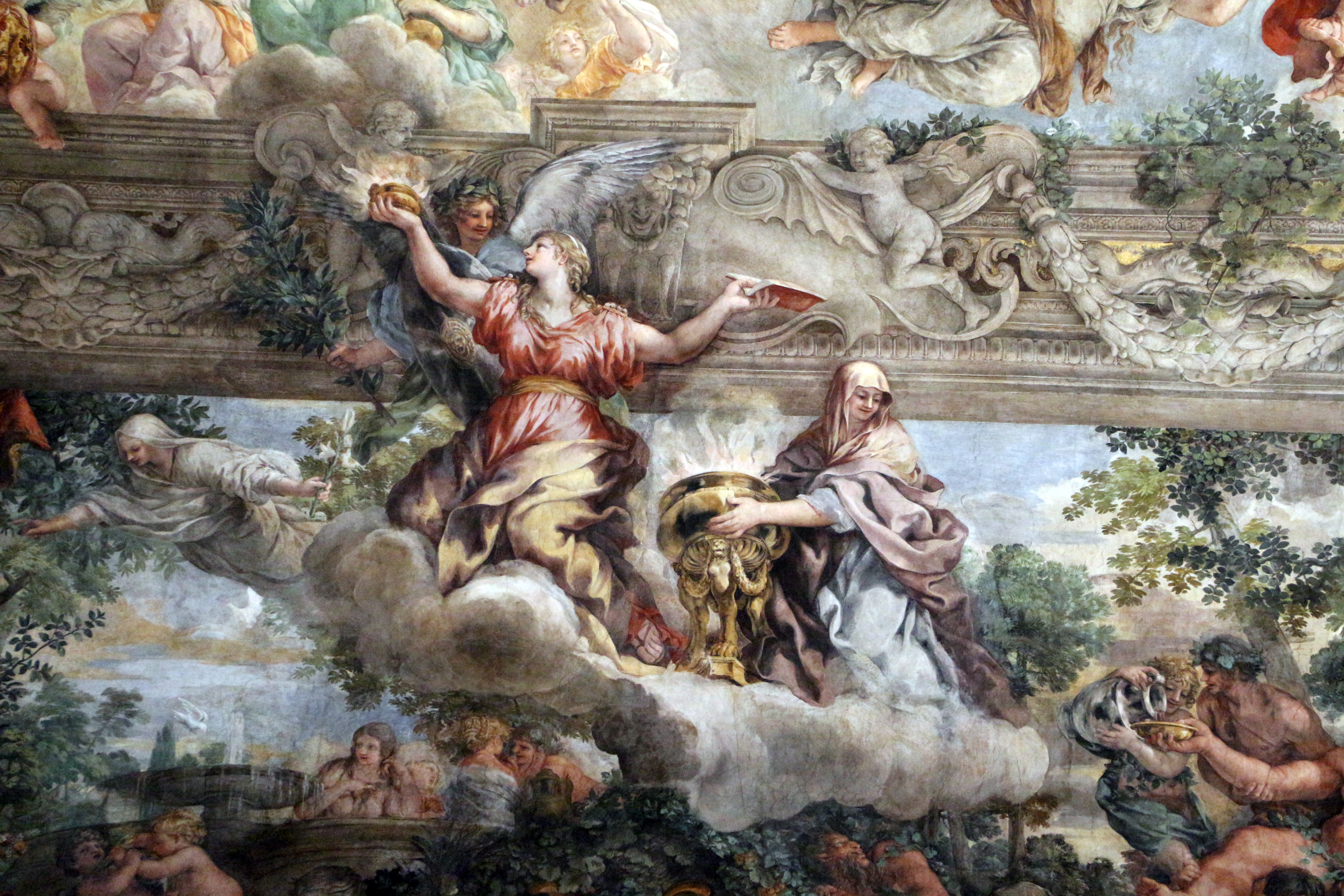
Triumph der Religion und der Spiritualität, 1632–1639, Detail der Deckenfresken im Palazzo Barberini, Rom

Ermutigt von der Familie Barberini und Urban VIII. nahm Pietro da Cortona um 1629 auch an dem architektonischen Wettbewerb für den Neubau des Palazzo Barberini alle Quattro Fontane teil; seine Entwürfe wurden jedoch vom Papst als zu teuer abgelehnt. Doch als Maler blieb er an dem Projekt beteiligt und malte 1631 zusammen mit Romanelli und Giovan Maria Bottalla zunächst die Kapelle des Palazzo Barberini aus. Daraufhin erhielt er einen der wichtigsten Aufträge seines Lebens, das Deckenfresko des Festsaales mit dem Triumph der göttlichen Vorsehung und anderen Szenen, das er mit Unterbrechungen zwischen 1632 und 1639 ausführte. Es gilt als bahnbrechendes Werk der barocken Dekorationskunst. In diesen Fresken ließ er sich zwar durchaus von Vorbildern wie Annibale Carracci und Guercino, die Venezianer Tizian, Jacopo Tintoretto, Paolo Veronese und Peter Paul Rubens inspirieren, fand jedoch zu einem eigenen dynamisch bewegten, schwungvollen Stil von üppigem Festcharakter.
Das hohe Ansehen, das Pietro da Cortona mittlerweile genoss, spiegelt sich auch in seiner Wahl zum Leiter der Accademia di San Luca, der Künstlervereinigung Roms, am 8. Januar 1634. In dieser Funktion begann er mit dem Neubau der Kirche Santi Luca e Martina, dem Sitz der Accademia. Dabei begann er auf eigene Kosten mit der Krypta, die er zu seiner eigenen Grabkapelle gestaltete. Die Bauarbeiten der gesamten Kirche zogen sich noch bis 1650 hin.
Pietro da Cortona schuf auch bühnenartige Festdekorationen zur Karwoche für die Kirche San Lorenzo in Damaso (1633) und entwarf einen Hauptaltar aus Holz und Stuck (1634) für San Giovanni dei Fiorentini, der 1664 durch einen anderen von Borromini ersetzt wurde. Hierbei soll er bereits mit raffiniert eingesetzten Lichtquellen gearbeitet haben, wie es etwas später dann typisch für Berninis Arbeiten wurde (u. a. beim Hochaltar im Petersdom). Für die Barberini lieferte Cortona außerdem Vorlagen für kostbare Wandteppiche, darunter eine Darstellung Konstantin erscheint das Kreuz (1632).

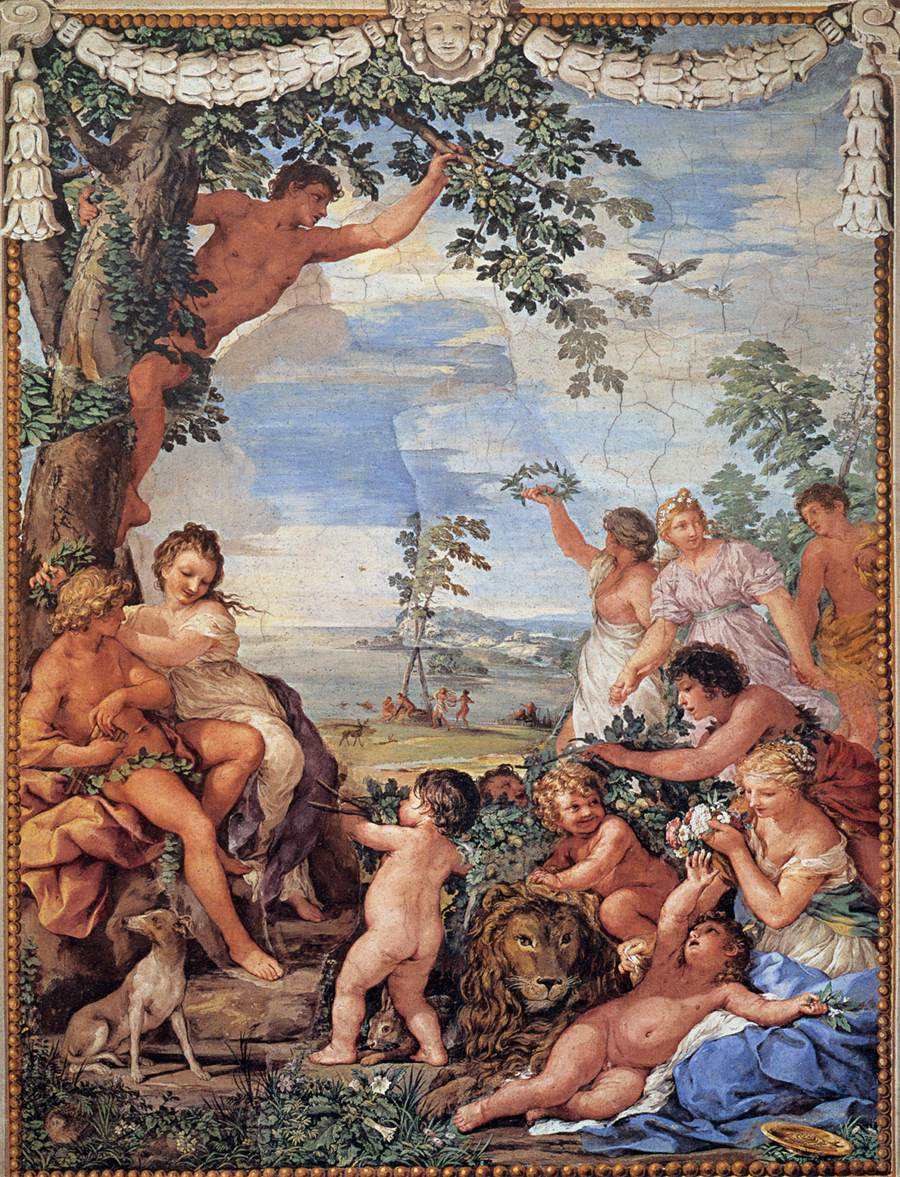
Das goldene Zeitalter, 1637, Fresko im Palazzo Pitti, Florenz

Bereits vor Beendung der Barberini-Decke reiste er 1637 im Gefolge von Kardinal Giulio Sacchetti – von dem er auch ein brillantes Porträt hinterließ – nach Venedig und Florenz. In der toskanischen Hauptstadt freskierte er für Ferdinando II. de’ Medici die Wände der sogenannten Sala della Stufa des Palazzo Pitti mit den Vier Zeitaltern, die in ihrer Eleganz zu seinen großen Meisterwerken zählen und ihm gleich den nächsten großen Auftrag sicherten: Die Ausmalung der Planetensäle (ebenfalls im Palazzo Pitti), an der Cortona von 1641 bis 1647 arbeitete. Er vollendete jedoch nur die Deckenfresken in den Sälen von Venus, Jupiter und Mars, wo er nun gar keine architektonischen Rahmungen in Form von Quadraturen mehr verwendete, sondern jeweils eine einzige riesige lichtdurchflutete Himmelsszene mit zahlreichen Figuren hinterließ. Mit der Decke im Saal des Apollo begann er 1647, doch wurde ihm sein Florenz-Aufenthalt offenbar zu lang und er reiste im Oktober des Jahres ab und ließ sein Werk unvollendet zurück – es wurde erst 1659–1660 von seinem Schüler Ciro Ferri fertiggestellt, der auch den fehlenden Saal des Saturn (ab 1663) ausmalte.
Zurück in Rom begann Cortona 1648 mit dem Kuppelfresko in Santa Maria in Vallicella (bekannt als Chiesa Nuova), das er 1651 fertigstellte und für das sein wohl wichtigstes Vorbild Lanfrancos Kuppelfresken in Sant’Andrea della Valle waren, die wiederum durch Correggio beeinflusst waren. In derselben Kirche malte er in Etappen ab 1655 bis in die 1660er Jahre auch die Fresken der Tribuna und im Kirchenschiff (Vision des hl. Filippo Neri).
Zu Cortonas großen Meisterwerken gehört die Dekoration der großen Galerie im Palazzo Pamphilj an der Piazza Navona, deren Decke er zwischen 1651 und 1654 im Auftrag von Papst Innozenz X. mit Szenen aus dem Leben des Aeneas bemalte, in einem Stil von luftiger Leichtigkeit.

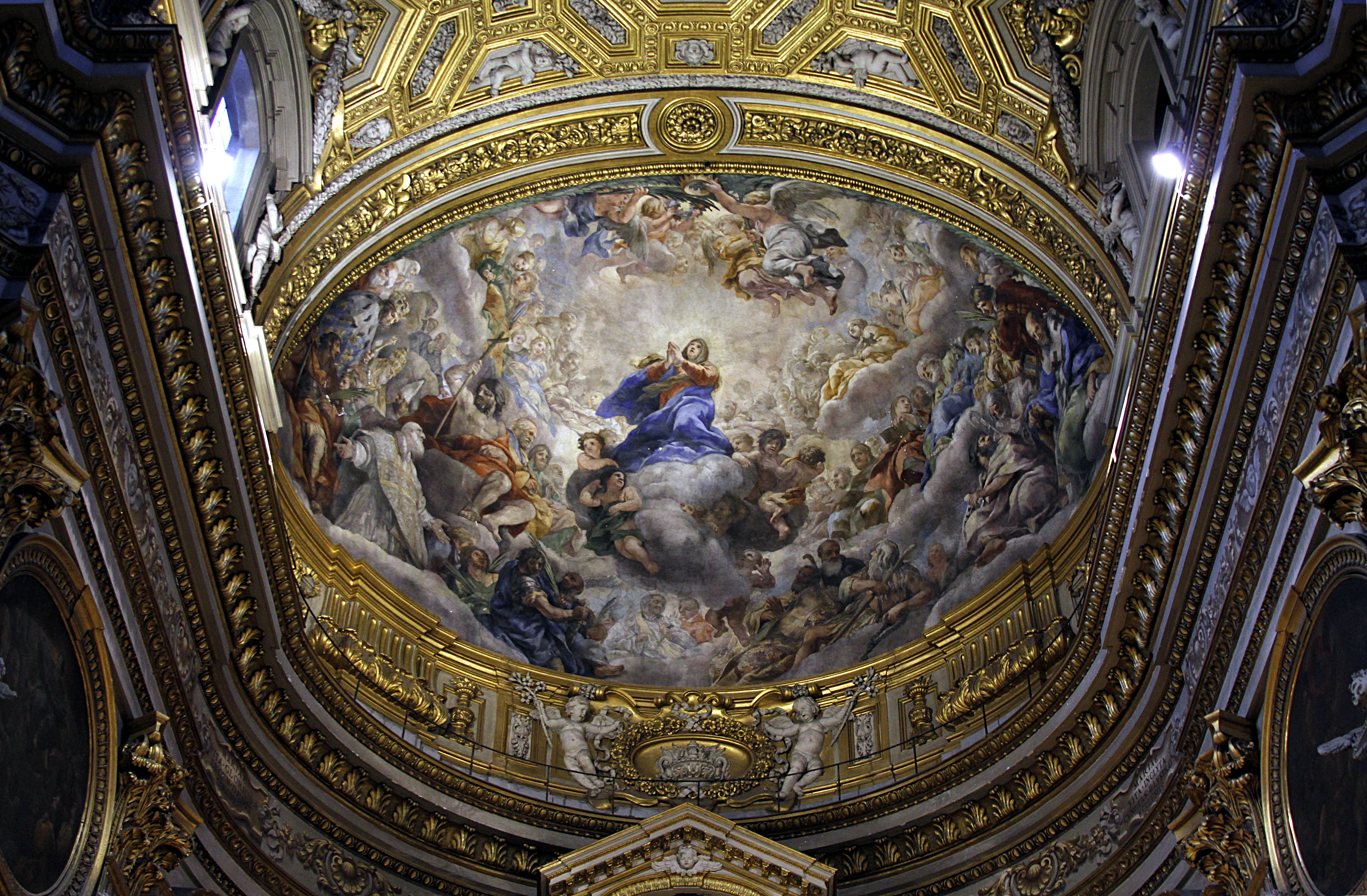
Himmelfahrt Mariä mit Heiligen und Propheten, Fresko der Apsiskalotte (1655–1659) in Santa Maria in Vallicella, Rom

In den 1650er Jahren malte er einige bedeutende Altarbilder für Kirchen in anderen italienischen Städten: das Martyrium des hl. Laurentius für Santi Michele e Gaetano in Florenz (1653), das Martyrium der hl. Martina für die Kirche San Francesco in Siena (1656) und die besonders gelungene Maria Immaculata für San Filippo Neri in Perugia (1650–1660). Zu seinen vielfältigen Aufgaben dieser Zeit gehören auch die Vorlagen für Mosaiken in den Gewölben des rechten Seitenschiffs im Petersdom.
1652 erschien in Florenz ein „Traktat über die Malerei und Bildhauerei, ihr Gebrauch und Missbrauch“, den der Jesuitenpater Giovanni Domenico Ottonelli (1584–1670) zusammen mit Pietro da Cortona verfasst hatte; die Namen der beiden Autoren wurden jedoch auf der Titelseite anagrammatisch verschlüsselt: „Britio Prenetteri“ anstelle von Pietro Berrettini.
Nach der Wahl von Alexander VII. Chigi zum Papst berief dieser Pietro da Cortona zur malerischen Ausgestaltung der sogenannten Galleria Alessandro VII. im Quirinalspalast; Cortona übernahm dabei aber eher die Funktion eines Planers und Koordinators, während er die Ausführung einer Gruppe von Malern überließ, zu der Giacomo und Guglielmo Cortese, Ciro Ferri, Lazzaro Baldi, Paul Schor und Filippo Lauri gehörten.
1656–1657 lag in seinen Händen die architektonische Restrukturierung der Kirche Santa Maria della Pace, deren Fassade zu den bedeutendsten Werken des römischen Barock zählt und die den davorgelegenen Platz in fast bühnenartiger Weise beherrscht. Von 1658 bis 1662 folgte die Fassade von Santa Maria in Via Lata.
In seinen letzten Lebensjahren hatte Cortona wegen der vielen großen Projekte relativ wenig Zeit für die Ölmalerei. Auch litt er im Alter zunehmend unter Gicht, die ihn manchmal am Arbeiten hinderte. 1661 malte er für Papst Alexander VII. eine Kreuzigung für die Kirche San Tommaso di Villanova in Castel Gandolfo und das Altarbild Der hl. Ivo und die Armen (1661) für die römische Kirche Sant’Ivo della Sapienza; das letztere musste sein Schüler Giovanni Ventura Borghesi zu Ende malen.

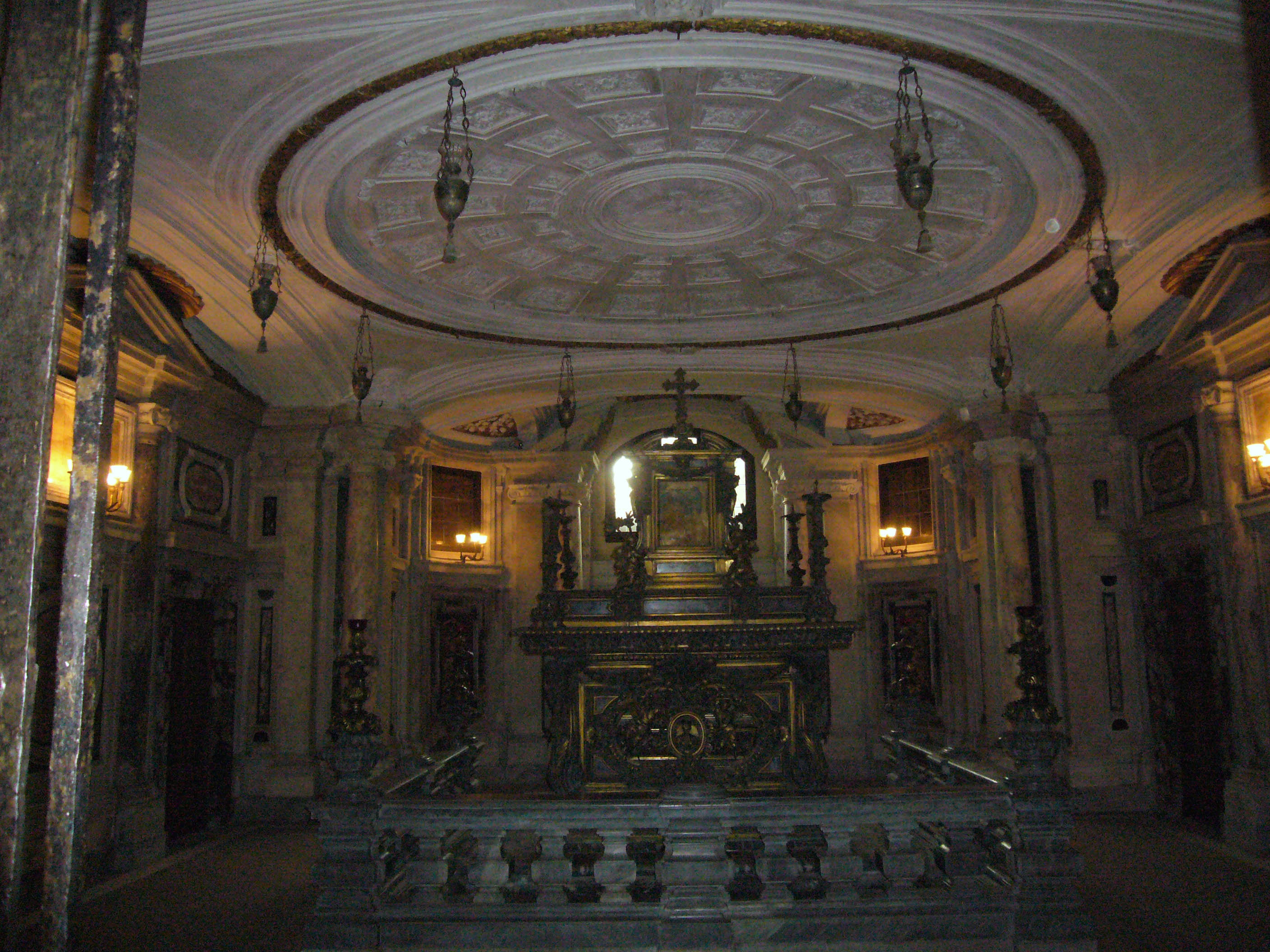
Die von Pietro da Cortona entworfene Krypta von Santi Luca e Martina in Rom, wo er auch begraben ist

Zu seinen Spätwerken gehören Daniel in der Löwengrube (1663) für die Kirche San Daniele in Venedig, und Der Hl. Karl Borromäus trägt einen Nagel vom Kreuz Christi in einer Prozession gegen die Pest, das er 1667 für San Carlo ai Catinari (Rom) fertigstellte.
Das letzte große Bauvorhaben, an dem er beteiligt war, war die Kuppel zu San Carlo al Corso, die erst nach seinem Tode fertiggestellt wurde, ebenso wie die von ihm geplante Kapelle des hl. Franz Xaver in Il Gesù. In Florenz leitete er die Restaurierungen des Ospedale di Santa Maria Nuova und der Casa Buonarroti.
Cortona bildete in seiner Werkstatt auch Schüler aus, darunter Francesco Romanelli, Giovanni Maria Bottalla und Ciro Ferri, sowie Giacinto Gimignani (Vater von Ludovico Gimignani), Guglielmo Cortese gen. „il Borgognone“ und Giovanni Ventura Borghesi.
Nach seinem Tode am 16. Mai 1669 wurde er in der von ihm selber entworfenen Unterkirche von Santi Luca e Martina in Rom begraben.

## Würdigung

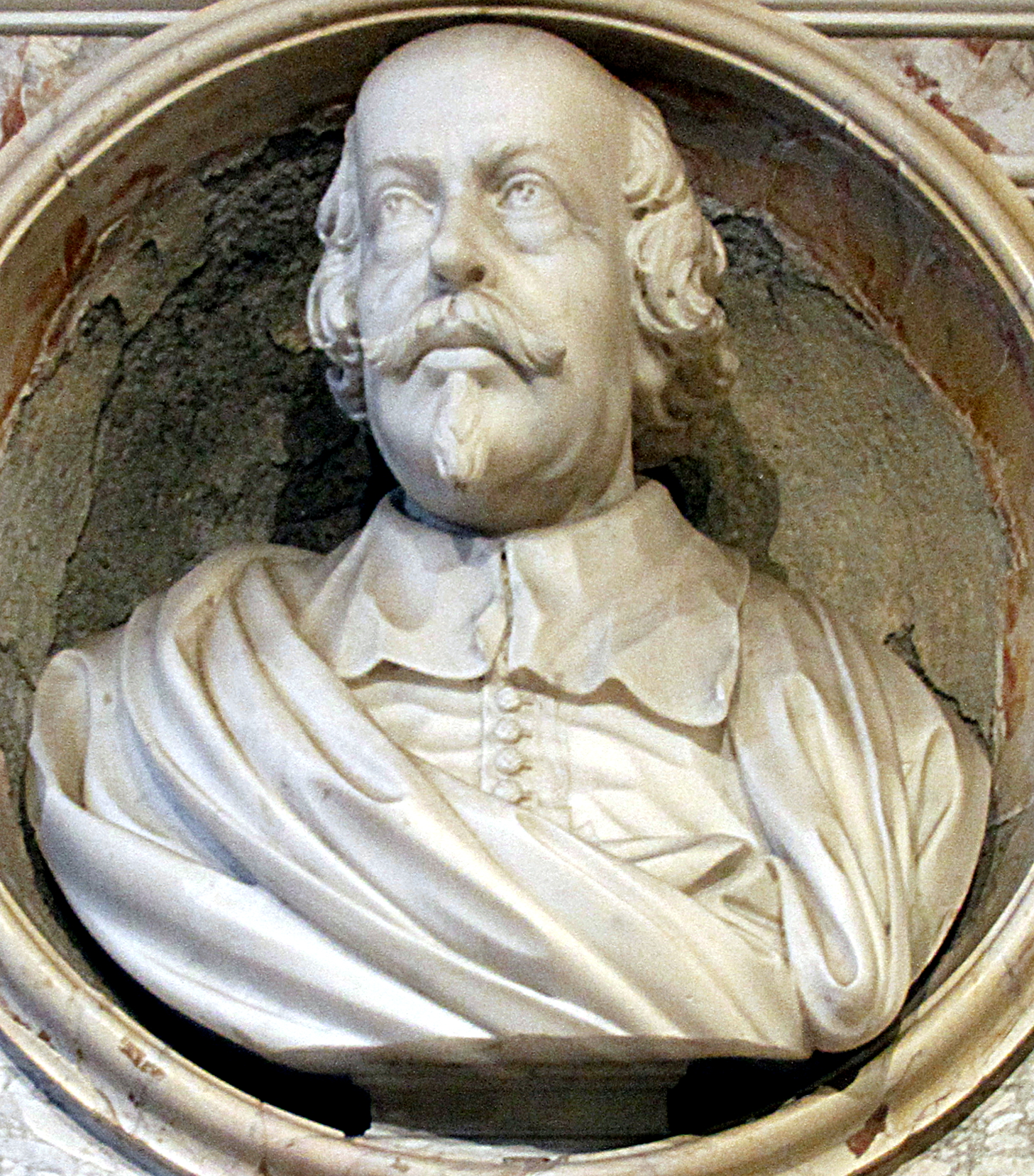
Porträtbüste des Pietro da Cortona an seinem Grabmal in Santi Luca e Martina, Rom

Cortonas Leistungen in Malerei und Baukunst sind künstlerisch gleichrangig, obwohl die Zahl seiner architektonischen Projekte relativ begrenzt war. Diese gelten jedoch als ungewöhnlich gelungen und zeichnen sich durch große Eleganz und Feinheit aus.
In der Malerei gilt er als „Begründer des römischen Hochbarock“. Seine Kunst kann als malerisches Gegenstück zu den Skulpturen Gian Lorenzo Berninis und dessen Schule gesehen werden. Cortona war nicht an einer naturalistischen Kunst interessiert, die eine ungeschminkte, oft harte Realität abbildet (wie die Caravaggisten), sondern folgte einem barocken Ideal von Schönheit. Sein Stil ist gefühlsbetont und bewegt, warm und weich, lieblich, elegant und heiter, festlich, lebendig, dekorativ und erhaben. Sein Disegno ist klar; sein Kolorit ist farbenfroh und reich abgestuft und hellt sich im Laufe der Zeit vor allem in den Fresken noch auf; seine Pinselführung virtuos und schwungvoll. Sein Figurenideal, besonders der weiblichen Gestalten, stellt eine individuelle Mischung aus venezianischen (Tizian und Veronese) und römischen (Raffael, Annibale Carracci, Domenichino, Guercino) Einflüssen dar. Dabei ist er kein Eklektiker, sondern durchaus original. Während sein früher Stil noch durch eine an Rubens erinnernde, jedoch elegant gezügelte Dramatik und Formenfülle charakterisiert ist, nimmt er zeitweise klassizistischere Züge an, ohne dabei aber je die Grenze zum Kühlen, Glatten oder rein Rationalen zu überschreiten, wie man es beispielsweise von Guido Reni kennt. In seinem Spätwerk lässt er diese Tendenzen wieder fallen und entwickelt einen besonders emotionalen, blühenden Barock, der auf Baciccia vorausschaut.
Pietro da Cortona trug wesentlich, vor allem durch seine Fresken im großen Saal des Palazzo Barberini in Rom (1633–1639), im Palazzo Pitti in Florenz (1637–1647) und in der Galerie des Palazzo Pamphilj (1652–1656) zur Entwicklung des monumentalen barocken Deckenfreskos bei. Diese sind bei ihm keine Wandgemälde mehr, die einfach an die Decke projiziert wurden, sondern präsentieren sich konsequent in illusionistischer Untersicht. Als seine Vorbilder in dieser Hinsicht können Antonio da Correggio, Veronese, Annibale Carracci, Guercino und Lanfranco gelten. Auf Quadraturen verzichtete er etwa ab 1640 weitgehend. Cortonas Wirken als Freskant und sein großer Einfluss auf andere Künstler kann gar nicht überschätzt werden. Zu den Malern, die von ihm beeinflusst wurden, gehören außer seinen obengenannten Schülern auch Baciccia und Luca Giordano; in Deutschland wären unter anderem Schlüters Dekorationsentwürfe für das Berliner Schloss zu nennen.

## Bildergalerie

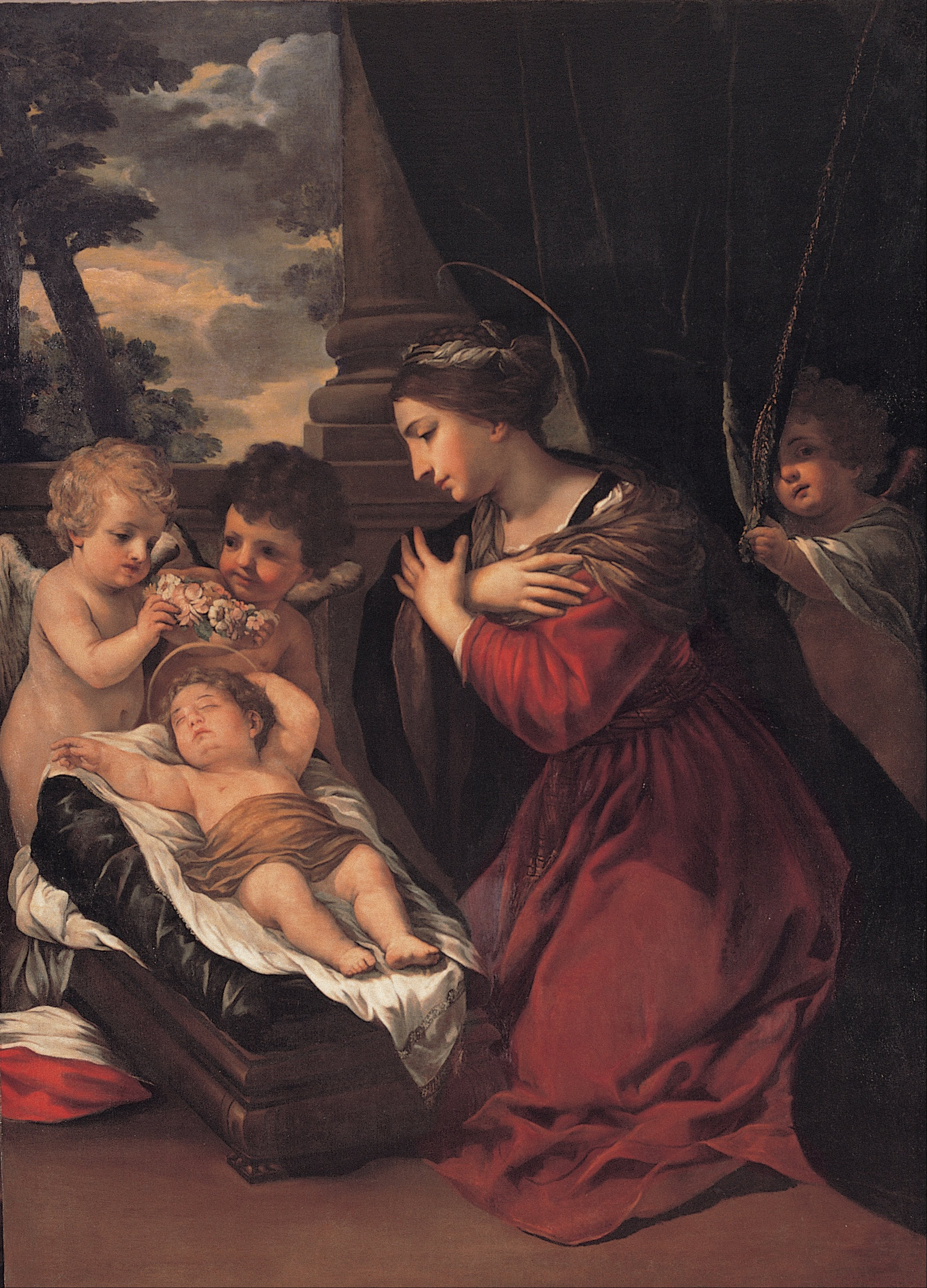
Madonna mit Kind und Engeln, 1625, Öl auf Leinwand, 109 × 190 cm, Kapitolinische Museen, Rom
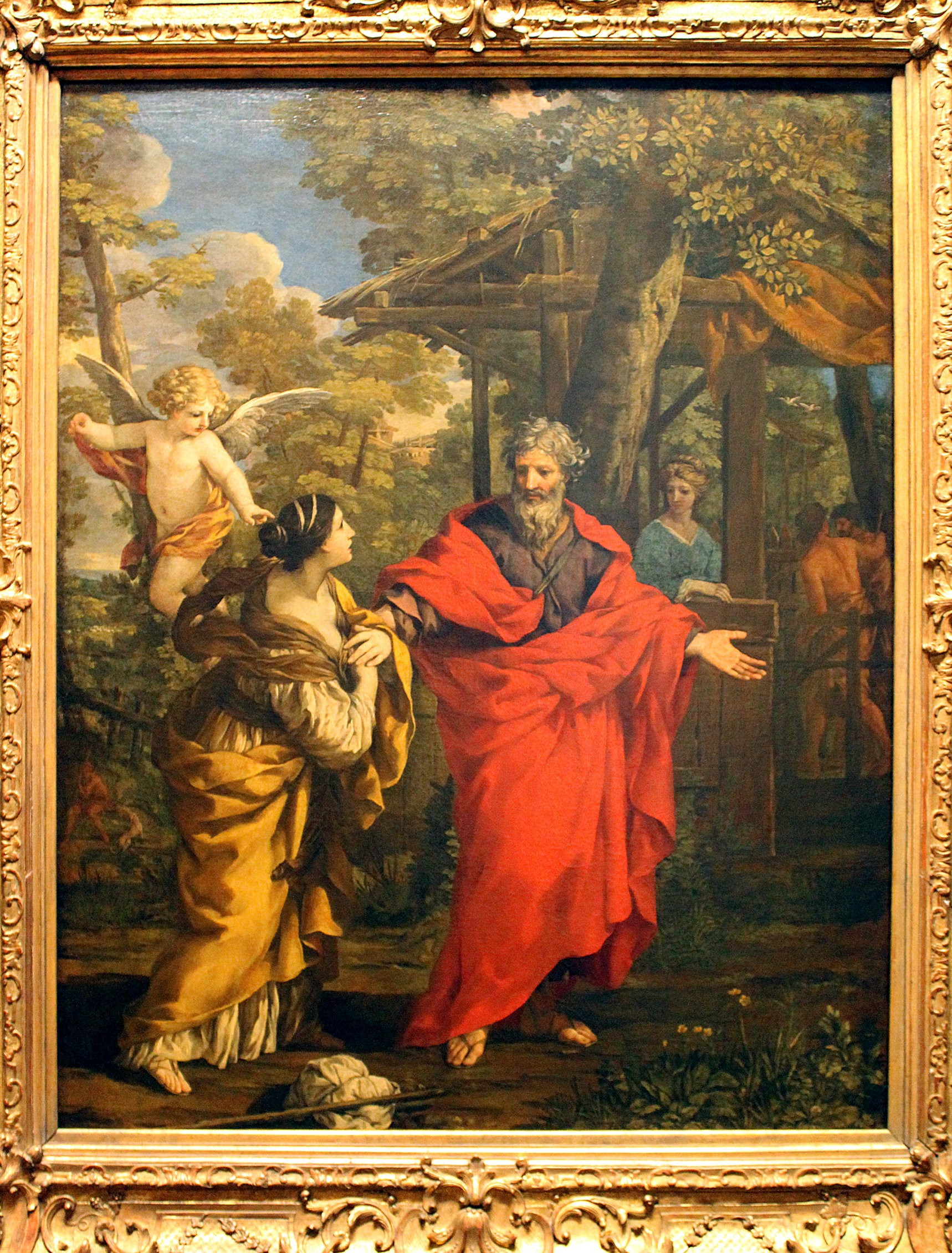
Heimkehr der Hagar, um 1637, Öl auf Leinwand, 123,5 × 99 cm, Kunsthistorisches Museum Wien
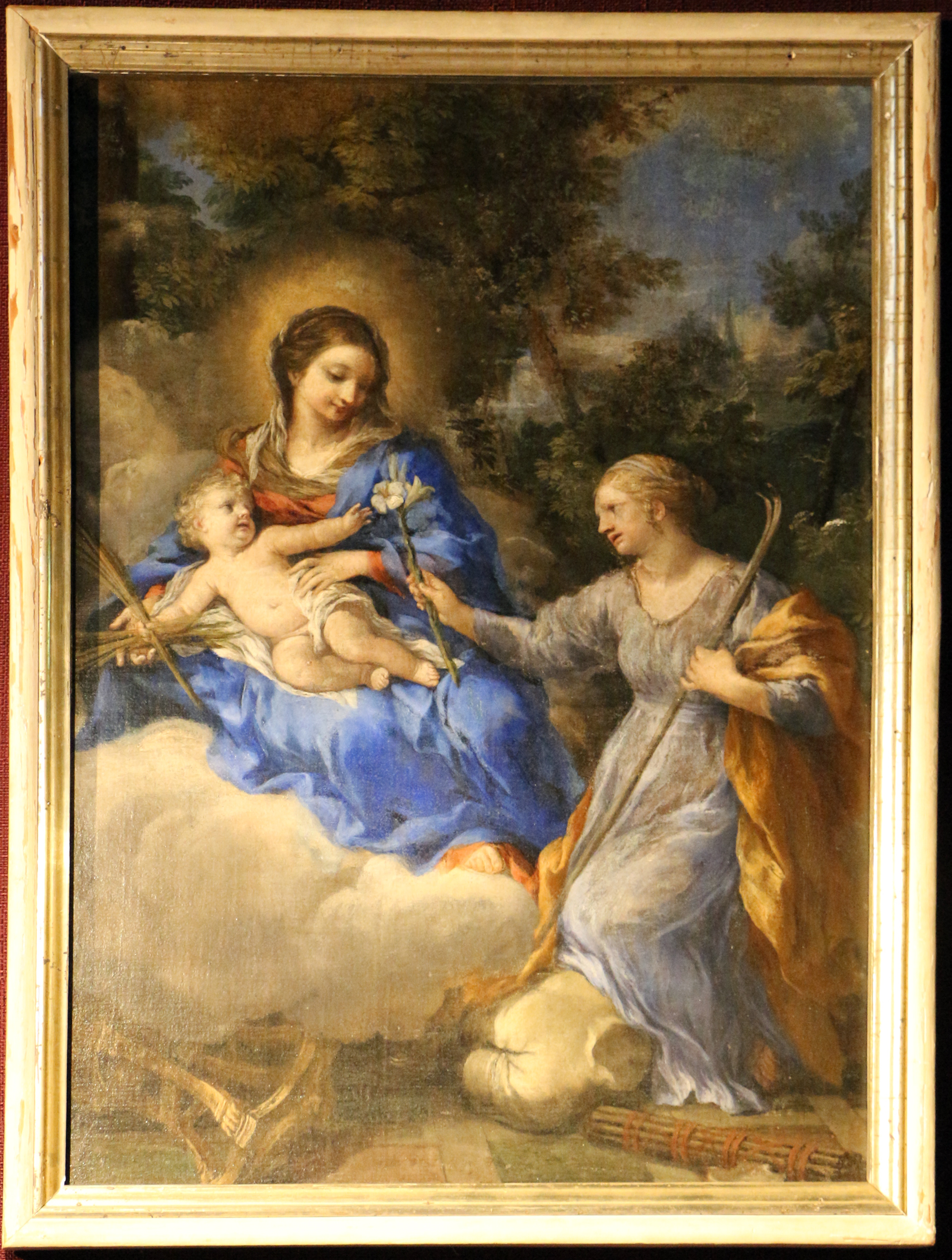
Madonna und Kind mit der hl. Martina, Sammlung der Banca Carige, Genua
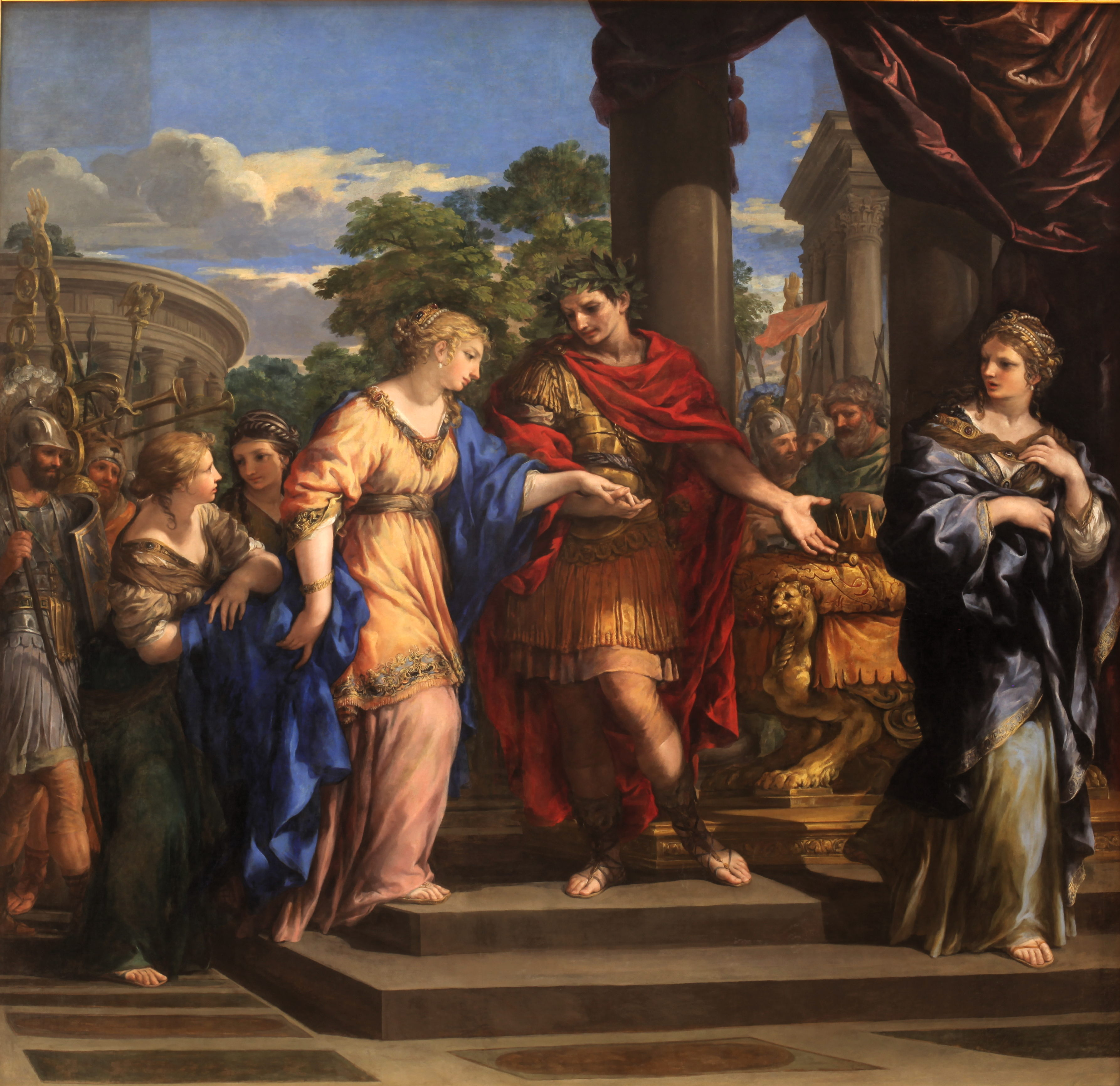
Caesar gibt Cleopatra den Thron von Ägypten, um 1643, Musée des beaux-arts, Lyon
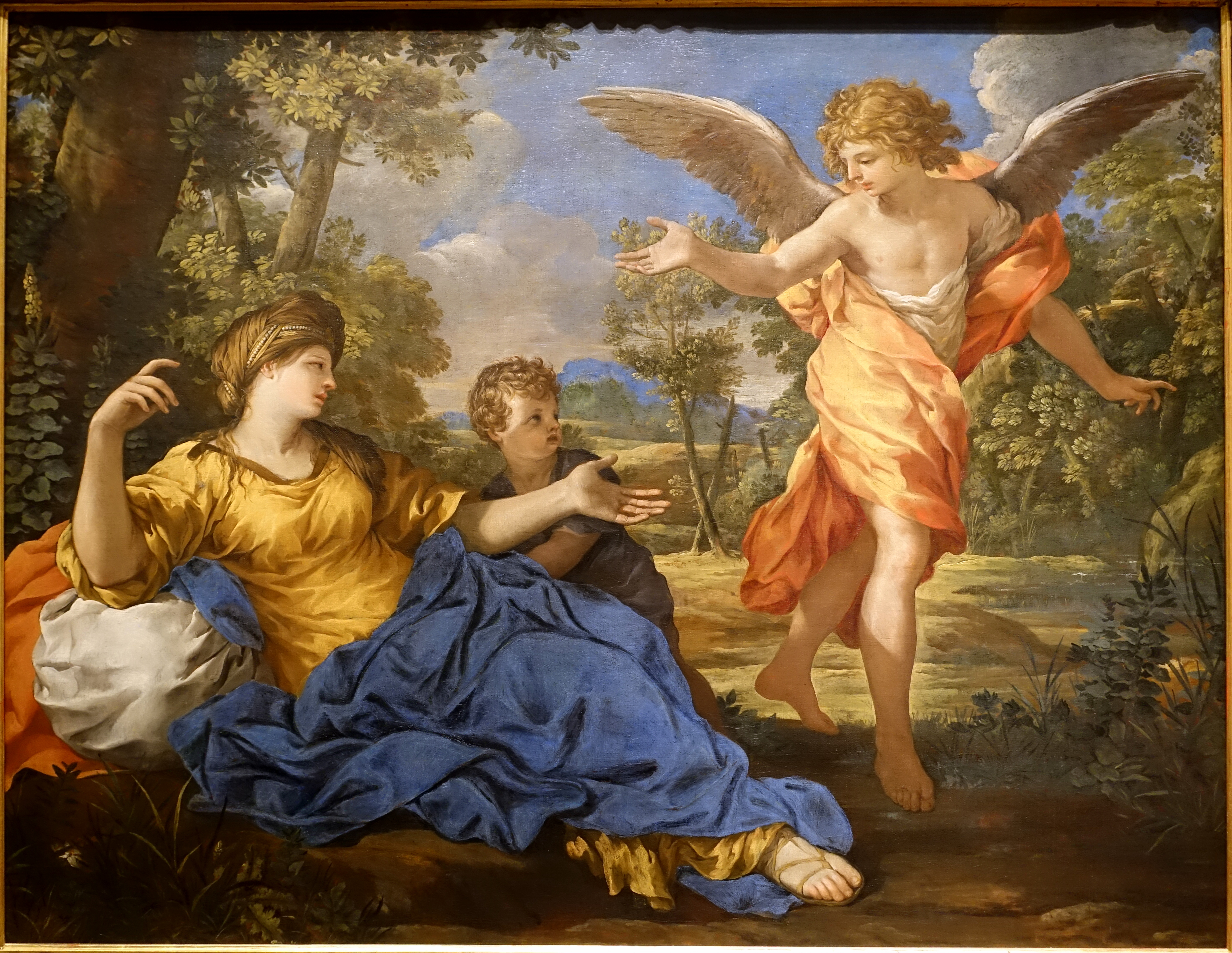
Hagar und der Engel, um 1643, Öl auf Leinwand, 114,3 × 149,4 cm, John and Mable Ringling Museum of Art, Sarasota
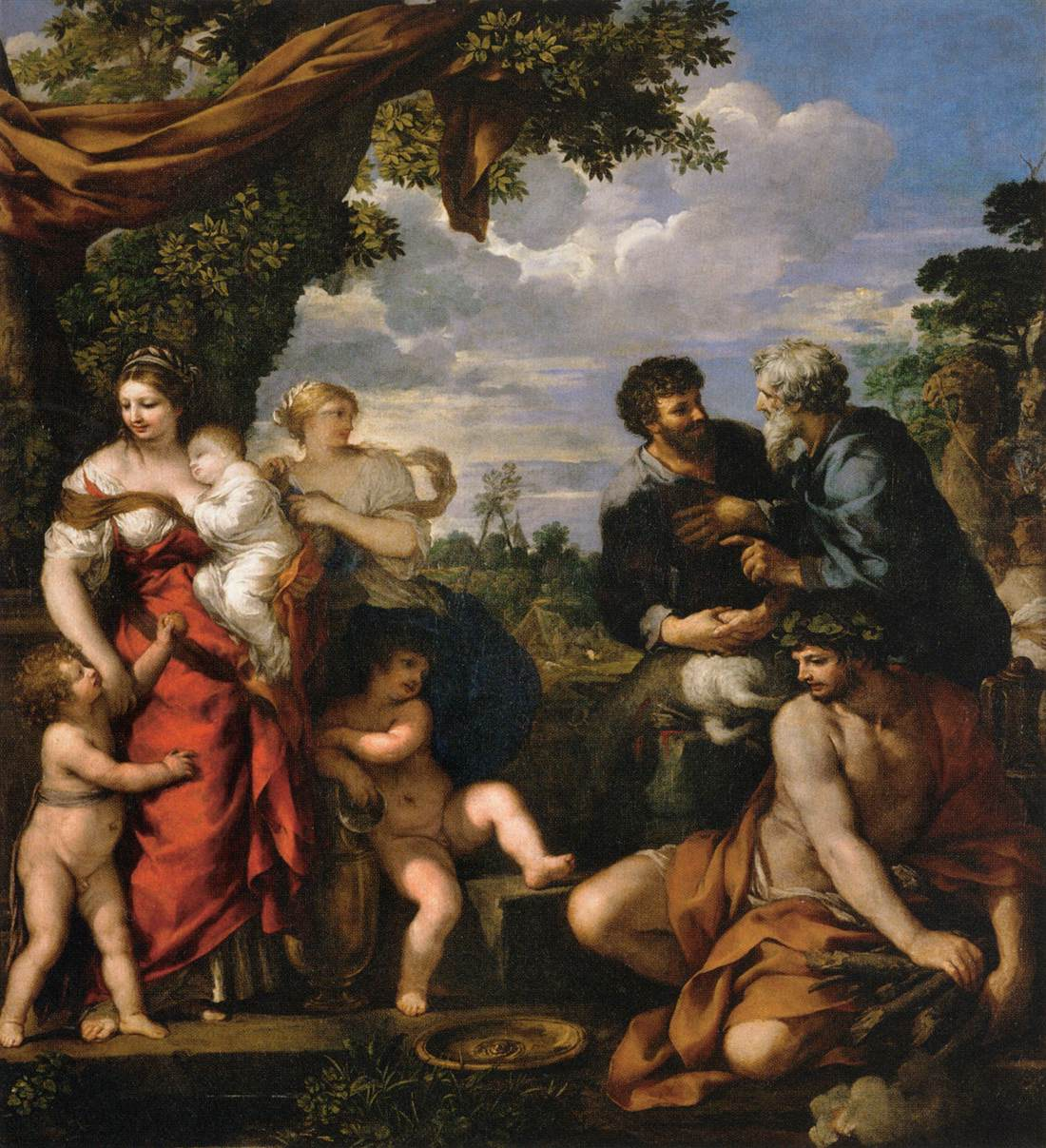
Der Bund zwischen Jacob und Laban, um 1630–1635 (?), Öl auf Leinwand, 197 × 176 cm, Louvre, Paris
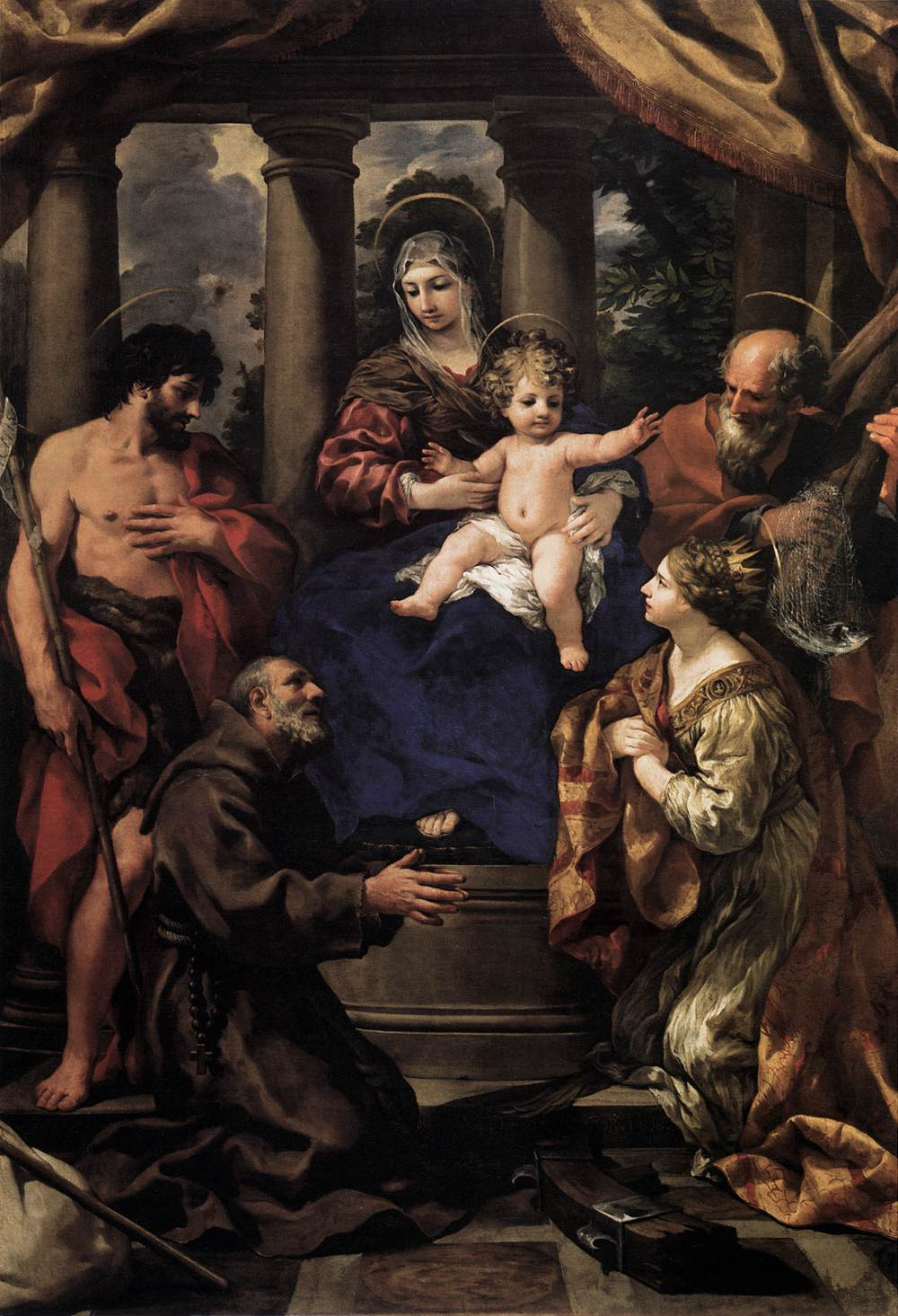
Madonna mit Kind und Heiligen, Öl auf Leinwand, 296 × 205 cm, Pinacoteca di Brera, Mailand
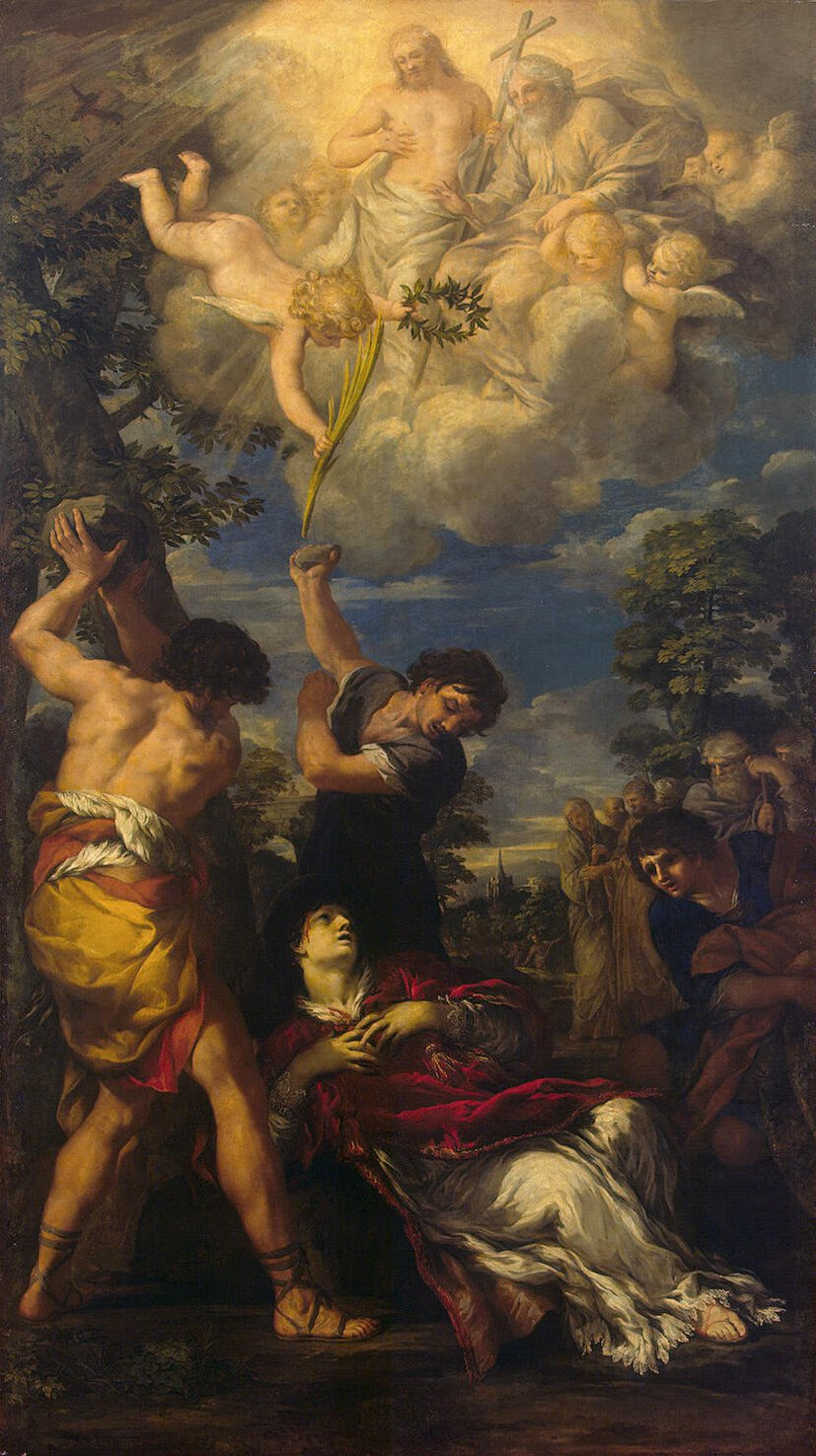
Steinigung des hl. Stephan, um 1660, Öl auf Leinwand, 260,5 × 149 cm, Eremitage, St. Petersburg
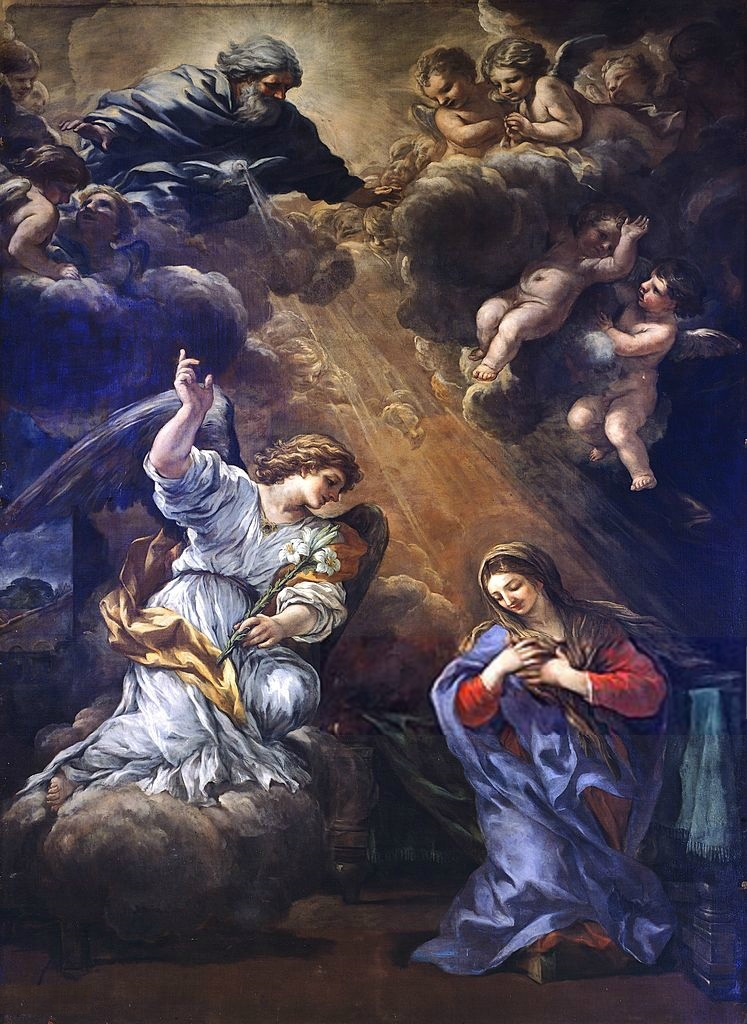
Verkündigung, 1665–1669, Öl auf Leinwand, 410 × 287 cm, Kirche San Francesco, Cortona

## Werke

### Gemälde

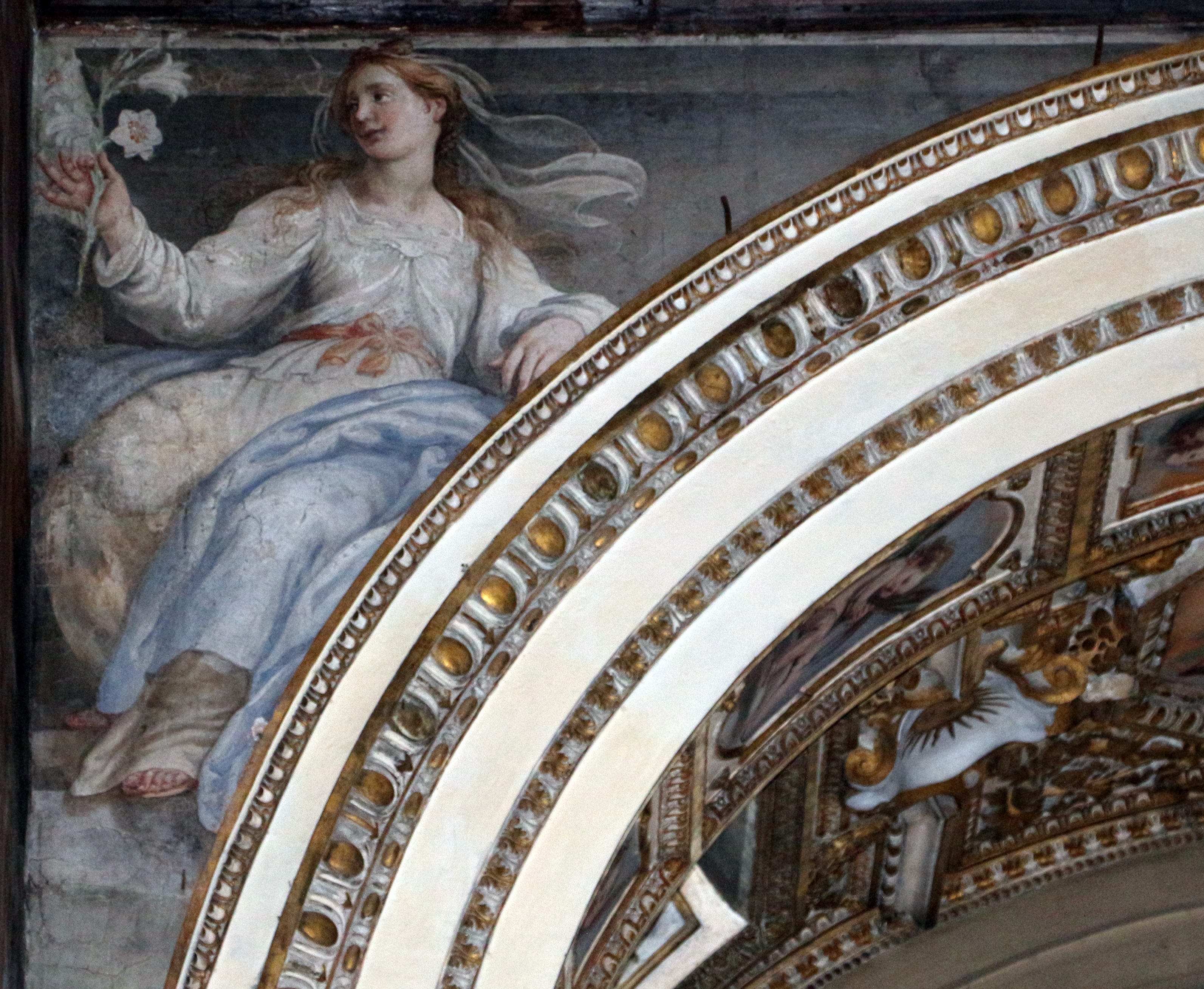
Die Keuschheit, 1624–1626, Fresko in Santa Bibiana, Rom

#### Fresken
- Fresken in der Villa Arrigoni (heute: Muti), Frascati, 1616
- Fresken in der Galleria des Palazzo Mattei di Giove, Rom, 1622–1623
- Fresken in der Kirche Santa Bibiana, Rom, 1624–1626
- Engel mit den Werkzeugen der Passion, Deckenfresko in der Sakristei der Chiesa Nuova (Santa Maria in Vallicella), Rom, 1633
- Fresken in San Lorenzo in Damaso, Rom, ca. 1634–1635
- Triumph der göttlichen Vorsehung (oder Triumph der Barberini) und andere Szenen, Deckenfresken im Palazzo Barberini in Rom, 1632–1639
- Die vier Zeitalter, in der Sala della stufa, Palazzo Pitti, Florenz, 1637–1640
- Deckenfresken in den Planetensälen (Venus, Jupiter, Mars, und Apollo; letzteres fertiggestellt von Ciro Ferri), Palazzo Pitti, Florenz, 1640–1647
- Fresken in der Chiesa Nuova (Santa Maria in Vallicella), Rom, 1648–1651 (Kuppel), 1655–1659 (Tribuna), 1664–1665 (Hauptschiff)
- Szenen aus der Aeneis, Deckenfresken in der Galerie des Palazzo Pamphilj, Rom, 1651–1654
- Szenen aus dem Leben Davids, Quirinalspalast, Rom

#### Ölgemälde

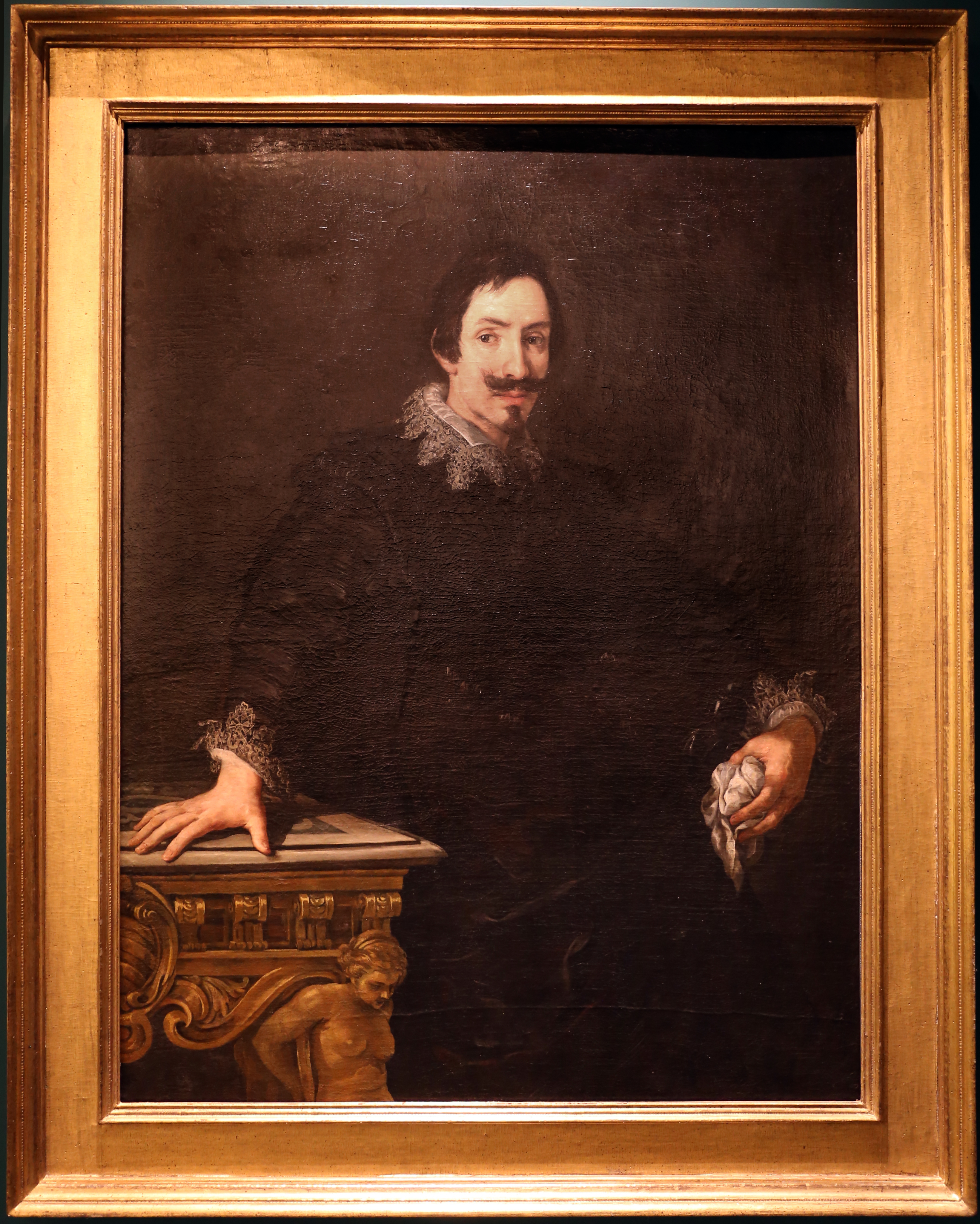
Bildnis des Marcello Sacchetti, um 1623, Galleria Borghese, Rom

- Opfer der Polyxena und Triumph des Bacchus, ca. 1620–1624, Pinacoteca Capitolina, Rom
- Porträt von Kardinal Giulio Sacchetti,
- Raub der Sabinerinnen, Alexanderschlacht, nach 1626 Pinacoteca Capitolina, Rom
- Thronende Madonna mit Kind und vier Heiligen, ca. 1626–1628, für die Cappella Passerini in der Kirche Sant Agostino in Cortona, 1628
- Die Madonna erscheint dem hl. Romualdo, 1628–1629, (urspr. für die Camaldoleser in Frascati) Museum von Toledo (USA)
- Hagar kehrt zu Abraham zurück, ca. 1637, Kunsthistorisches Museum Wien
- Venus erscheint Aeneas als Jägerin, Louvre, Paris
- Ekstase des hl. Alessio, um 1640, Galleria Corsini, Florenz (Replik in der Kirche, San Filippo Neri, Neapel)
- Ruhe auf der Flucht nach Ägypten, um 1643, Alte Pinakothek, München
- Geburt Christi, 1643, (urspr. für Chiesa Nuova, Perugia) Pinacoteca Nazionale, Perugia
- Caesar gibt Cleopatra den Thron von Ägypten, um 1643, Musée des Beaux-Arts, Lyon
- Romulus und Remus finden Unterschlupf bei Faustulus, um 1643, Louvre, Paris
- Augustus und die Sibylle, um 1643, Musée des Beaux-Arts, Nancy
- Marcello Borghese, Galleria Borghese, Rom
- Die Madonna erscheint dem hl. Franziskus, Pinacoteca Vaticana, Rom
- Senofontes Opfer an Diana, 1653,
- Martyrium des hl. Laurentius, 1653, Santi Michele e Gaetano, Florenz
- Martyrium der hl. Martina, 1656, San Francesco, Siena
- Schutzengel (für Alexander VII.), 1656, Galleria Nazionale d’Arte antica, Rom
- Steinigung des Hl. Stephan, 1660, Eremitage, St. Petersburg
- Maria Immaculata, um 1660, San Filippo Neri, Perugia
- Kreuzigung, 1661, Kirche San Tommaso di Villanova, Castel Gandolfo
- Der hl. Ivo als Advokat der Armen, 1661, Kirche Sant’Ivo della Sapienza, Rom (fertiggestellt von Giovanni Ventura Borghesi)
- Die Geburt Mariä, vor 1662, Louvre, Paris
- Daniel in der Löwengrube, 1663, San Daniele, Venedig
- Verkündigung, 1665, San Francesco, Cortona
- Selbstbildnis, 1665 (für den Großherzog der Toskana), Musée Fesch, Ajaccio (Korsika)
- Der Hl. Karl Borromäus trägt einen Nagel vom Kreuz Christi in einer Prozession gegen die Pest, 1667, San Carlo ai Catinari, Rom
- Christus erscheint dem hl. Ignatius, 1668, Kirche Sant’Ignazio, Pistoia

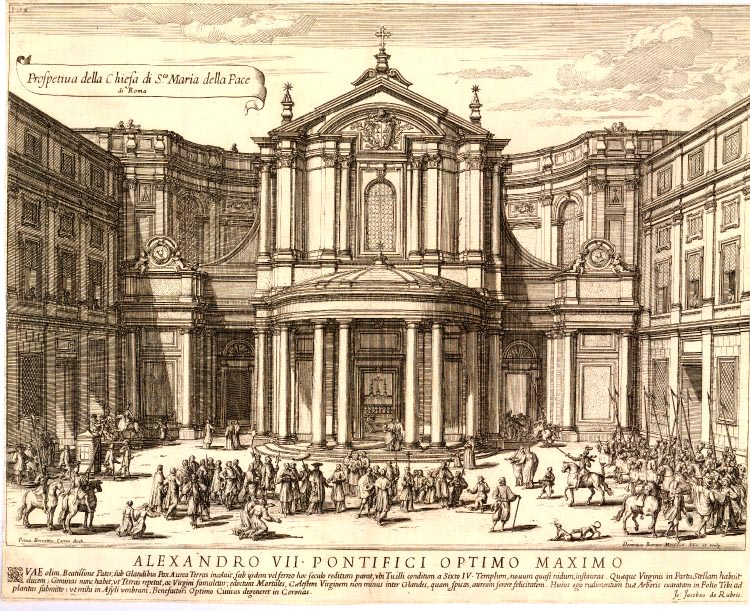
Santa Maria de la Pace, Kupferstich von ca. 1657–67

### Bauten
- Villa del Pigneto, 1626–1636 (nicht erhalten)
- Santi Luca e Martina, Rom, 1634–1650
- Santa Maria della Pace, Rom, 1656–1657
- Fassade von Santa Maria in Via Lata, Rom, 1658–1663
- Entwürfe für den Louvre, 1664 (nicht ausgeführt)
- Kuppel von San Carlo al Corso (Santi Ambrogio e Carlo), Rom, ca. 1660–1684

## Sonstiges
Nach 1850 malte der Genremaler Max Michael, der 20 Jahre in Rom gelebt hatte und 1875 als Professor nach Berlin berufen wurde, sein Bild Pietro da Cortona malt ein Altarbild in einem Kloster.

### Primärliteratur
- Giovanni Domenico Ottonelli & Pietro da Cortona: Trattato della pittura e scultura, uso et abuso loro („Traktat über die Malerei und Bildhauerei, ihr Gebrauch und Missbrauch“), bei Giovanni Antonio Bonardi, Florenz, 1652 (online im Internetarchiv (italienisch) Abruf am 17. Mai 2021)

### Sekundärliteratur
- Pietro da Cortona. In: Lexikon der Kunst, Bd. 9. Karl Müller Verlag, Erlangen, 1994, S. 172–174.
- Anna Lo Bianco: Pietro da Cortona e la grande decorazione barocca. Giunti Editore / Art e Dossier, Florenz / Mailand, 1992.
- Giuliano Briganti: Berrettini, Pietro. In: Dizionario Biografico degli Italiani, Bd. 9, 1967; online auf Treccani (italienisch; Abruf am 13. Mai 2021)
- Carlo Gamba: Pietro da Cortona. In: Enciclopedia Italiana, 1935; online auf Treccani (italienisch; Abruf am 13. Mai 2021)
- Susanne Kunz-Saponaro: Rom und seine Künstler. Wissenschaftliche Buchgesellschaft, Darmstadt 2008. ISBN 978-3-534-17678-6, S. 57 ff.
- Jörg Martin Merz: Cortona, Pietro da [Berrettini, Pietro]. In: Grove Art online (englisch; vollständiger Abruf nur mit Abonnement)
- Jörg Martin Merz: Einhundert Jahre Forschungen zu den Architekturzeichnungen von Pietro da Cortona. In: INSITU 2022/1, S. 39–58.
- Jörg Martin Merz: Pietro da Cortona and Roman Baroque Architecture. Yale University Press, New Haven (Conn.) / London 2008, ISBN 0-300-11123-1
- Cortona, Pietro da. In: Ulrich Thieme (Hrsg.): Allgemeines Lexikon der Bildenden Künstler von der Antike bis zur Gegenwart. Begründet von Ulrich Thieme und Felix Becker. Band 7: Cioffi–Cousyns. E. A. Seemann, Leipzig 1912, S. 486 (Textarchiv – Internet Archive).
- Salomon Wininger: Große Jüdische National-Biographie. 1925–1936, Nachdruck 1979, S. 381–382.
- The Anatomical Plates of Pietro Da Cortona: 27 Baroque Masterpieces. With a New Introduction by Jeremy M. Norman, Dover, 1986.